# Ian MacKaye
Ian MacKaye (Washington, 16 aprile 1962) è un cantante, musicista e produttore discografico statunitense, noto per esser stato il cantante di gruppi di grande influenza come Minor Threat, Embrace e Fugazi, e uno dei fondatori-proprietari (con il musicista-batterista Jeff Nelson) della Dischord Records, un'etichetta hardcore con base a Washington DC, fondamentale per la crescita della scena hardcore locale. MacKaye lavora anche come fonico, e ha prodotto album per gruppi come Nation of Ulysses, Bikini Kill, Rites of Spring e Rollins Band.
Considerato fra gli artisti principali all'interno del panorama hardcore (con i Minor Threat), post-hardcore (con i Fugazi) ed emocore (con gli Embrace), nonché uno dei "padrini" dell'hardcore punk stesso, è anche una leggenda nella scena indie rock per merito del suo lavoro con i Fugazi e della sua attività di produttore indipendente. Il suo cognome fa rima con "eye" e non con "hay", come dice lui stesso nella traccia iniziale di Beefeater's House Burning Down.
A lui si deve la coniazione del termine "Straight edge" e il suo significato (comunemente tradotto in italiano con Retta Via), espresso per la prima volta in una canzone del primo album dei Minor Threat, da cui è derivata la filosofia underground che porta lo stesso nome e predica proprio l'astinenza da alcol, tabacco, droghe e sesso occasionale.

## Biografia

### I primi anni
Cresciuto nei dintorni di Glover Park, Washington, ascoltava hard rock commerciale prima di scoprire la musica punk nel 1976 quando vide i The Cramps esibirsi nella vicina Georgetown University. Fu particolarmente influenzato dalla scena hardcore californiana. MacKaye ammirava gruppi come Bad Brains e Black Flag ed era amico d'infanzia di Henry Garfield (che più tardi cambiò il suo nome in Henry Rollins).

### Carriera
MacKaye suonò il basso (e voce secondaria) nei The Teen Idles (1979), fu cantante nei Minor Threat (1980) e Embrace (1985), ed attualmente suona la chitarra e canta nei Fugazi (1987) e nei The Evens. MacKaye ha anche lavorato con alcuni gruppi più piccoli nel corso degli anni, come Egg Hunt, Skewbald/Grand Union, e Pailhead, una collaborazione tra MacKaye e Al Jourgensen del gruppo "industrial" Ministry nel quale MacKaye assunse ancora il ruolo di cantante. In più, MacKaye cantò in almeno una canzone dei Government Issue inclusa nella collezione per il ventennale della Dischord. Cori e collaborazioni - come per esempio con il gruppo del fratello Alec MacKaye's (Ignition) - sono numerose.
MacKaye attualmente canta e suona la chitarra nel gruppo The Evens con la batterista/cantante Amy Farina dei Warmers. I The Evens hanno fatto uscire un self-titled album agli inizi del 2005, rompendo un silenzio durato 4 anni da parte di MacKaye. Il loro secondo album, Get Evens, è uscito nel novembre 2006. MacKaye, insieme con il chitarrista Sonic Boom (precedentemente Spacemen 3), ha scritto la musica per il documentario del 2003 The Weather Underground.

### Straight Edge
La canzone Straight Edge fu scritta da MacKaye per il suo gruppo, i Minor Threat, e uscì nell'1981 sul self-titled EP dei Minor Threat. La canzone, secondo il giornale The Manchester Newspaper del 1997, fu scritta come necrologio per un amico di MacKaye che morì per overdose di eroina. McKaye espresse il suo dolore, la sua rabbia, e la sua determinazione nell'essere pulito e puro da ogni tipo di droga od ossessione. Era una canzone che descriveva una vita libera dalle drugs incluse nel motto sex, drugs and rock'n roll (sesso, droga e rock'n roll) originato dalla ribellione degli anni sessanta - drogarsi, bere, e uso di droghe - ovvero tutto ciò che allora non era socialmente tollerato. Cominciò ad influenzare la cultura dei giovani non appena i Minor Threat acquistarono popolarità attraverso i numerosi concerti dal vivo ed attraverso le vendite del loro EP. Sebbene per MacKaye la canzone non rappresenta una filosofia o un movimento, attraverso il tempo la gente cominciò ad adottare la filosofia della canzone e molte band cominciarono a definirsi straight edge, fondando il movimento omonimo. È inoltre un ferreo vegano.